# Canottaggio ai Giochi della VIII Olimpiade - Singolo maschile
La competizione del singolo maschile dei Giochi della VIII Olimpiade si è svolta nel Bassin d'Argentuil lungo la Senna a Parigi  dal 14 al 17 luglio 1924.

## Risultati

### Batterie
Si disputarono il giorno 14 luglio I vincitori avanzarono alla finale, i secondi al Repechage.
| Pos. | Atleta                     | Nazione   | Tempo  |
| ---- | -------------------------- | --------- | ------ |
| 1    | Ted Bull                   | Australia | 7'19"0 |
| 2    | Marc Detton                | Francia   | 7'19"2 |
| 3    | Andrzej Osiecimski-Czapski | Polonia   | n/d    |

| Pos. | Atleta            | Nazione     | Tempo  |
| ---- | ----------------- | ----------- | ------ |
| 1    | Josef Schneider   | Svizzera    | 7'15"6 |
| 2    | Constant Pieterse | Paesi Bassi | 7'15"6 |
| 3    | Arthur Belyea     | Canada      | n/d    |

| Pos. | Atleta          | Nazione       | Tempo  |
| ---- | --------------- | ------------- | ------ |
| 1    | William Gilmore | Stati Uniti   | 7'03"2 |
| 2    | Jack Beresford  | Gran Bretagna | 7'07"4 |
| 3    | Béla Szendey    | Ungheria      | DNS    |

### Repechage
Si disputò il giorno 14 luglio Il vincitore avanzò alla finale.
| Pos. | Atleta            | Nazione       | Tempo  |
| ---- | ----------------- | ------------- | ------ |
| 1    | Jack Beresford    | Gran Bretagna | 8'00"5 |
| 2    | Constant Pieterse | Paesi Bassi   | 8'09"4 |
| -    | Marc Detton       | Francia       | DNF    |

### Finale
Si disputò il giorno 17 luglio.
| Pos.    | Atleta          | Nazione       | Tempo  |
| ------- | --------------- | ------------- | ------ |
| Oro     | Jack Beresford  | Gran Bretagna | 7'49"2 |
| Argento | William Gilmore | Stati Uniti   | 7'54"0 |
| Bronzo  | Josef Schneider | Svizzera      | 8'01"1 |
| -       | Ted Bull        | Australia     | DNF    |